# Ліхтенштейн на зимових Олімпійських іграх 1984
Ліхтенштейн брав участь у Зимових Олімпійських іграх 1984 року в Сараєво (Югославія) та завоював 2 бронзові олімпійські медалі у змаганнях з гірськолижного спорту. Князівство представляли 10 спортсменів у 3-х видах спорту: гірськолижному, санному та лижних перегонах.

## Медалі
| Медаль | Спортсмен       | Вид спорту          | Дисципліна                   |
| ------ | --------------- | ------------------- | ---------------------------- |
| Бронза | Андреас Венцель | Гірськолижний спорт | Чоловічий гігантський слалом |
| Бронза | Урсула Концетт  | Гірськолижний спорт | Жіночий слалом               |

## Змагання

### Гірськолижний спорт
Чоловіки
| Спортсмен       | Дисципліна         | 1-а гонка | 1-а гонка | 2-а гонка | 2-а гонка | Загальний результат | Загальний результат |
| Спортсмен       | Дисципліна         | Час       | Місце     | Час       | Місце     | Час                 | Місце               |
| --------------- | ------------------ | --------- | --------- | --------- | --------- | ------------------- | ------------------- |
| Губерт Гілті    | Швидкісний спуск   |           |           |           |           | 1:50.94             | 36                  |
| Гюнтер Марксер  | Швидкісний спуск   |           |           |           |           | 1:47.43             | 13                  |
| Маріо Концетт   | Гігантський слалом | DNF       | —         | —         | —         | DNF                 | —                   |
| Губерт Гілті    | Гігантський слалом | DNF       | —         | —         | —         | DNF                 | —                   |
| Гюнтер Марксер  | Гігантський слалом | 1:24.78   | 24        | 1:24.01   | 21        | 2:48.79             | 23                  |
| Андреас Венцель | Гігантський слалом | 1:20.64   | 2         | 1:21.11   | 5         | 2:41.18             | 3                   |
| Пауль Фроммельт | Слалом             | DSQ       | —         | —         | —         | DSQ                 | —                   |
| Андреас Венцель | Слалом             | DNF       | —         | —         | —         | DNF                 | —                   |
| Маріо Концетт   | Слалом             | DNF       | —         | —         | —         | DNF                 | —                   |
| Гюнтер Марксер  | Слалом             | DNF       | —         | —         | —         | DNF                 | —                   |

Жінки
| Спортсмен      | Дисципліна         | 1-а гонка | 1-а гонка | 2-а гонка | 2-а гонка | Загальний результат | Загальний результат |
| Спортсмен      | Дисципліна         | Час       | Місце     | Час       | Місце     | Час                 | Місце               |
| -------------- | ------------------ | --------- | --------- | --------- | --------- | ------------------- | ------------------- |
| Йоланда Кіндле | Швидкісний спуск   |           |           |           |           | 1:16.89             | 25                  |
| Йоланда Кіндле | Гігантський слалом | DSQ       | —         | —         | —         | DSQ                 | —                   |
| Петра Венцель  | Гігантський слалом | 1:11.26   | 17        | 1:13.68   | 19        | 2:24.94             | 19                  |
| Урсула Концетт | Гігантський слалом | 1:10.93   | 15        | DNF       | —         | DNF                 | —                   |
| Йоланда Кіндле | Слалом             | 53.13     | 22        | 53.30     | 17        | 1:46.43             | 17                  |
| Петра Венцель  | Слалом             | 49.80     | 14        | DNF       | —         | DNF                 | —                   |
| Урсула Концетт | Слалом             | 48.81     | 2         | 48.69     | 6         | 1:37.50             | 3                   |

### Лижні перегони
Чоловіки
| Дисципліна | Спортсмен        | Гонка   | Гонка |
| Дисципліна | Спортсмен        | Час     | Місце |
| ---------- | ---------------- | ------- | ----- |
| 15 км      | Костянтин Ріттер | 45:41.5 | 42    |

### Санний спорт
Чоловіки
| Спортсмен        | 1-й заїзд | 1-й заїзд | 2-й заїзд | 2-й заїзд | 3-й заїзд | 3-й заїзд | 4-й заїзд | 4-й заїзд | Загальний результат | Загальний результат |
| Спортсмен        | Час       | Місце     | Час       | Місце     | Час       | Місце     | Час       | Місце     | Час                 | Місце               |
| ---------------- | --------- | --------- | --------- | --------- | --------- | --------- | --------- | --------- | ------------------- | ------------------- |
| Вольфганг Шедлер | 46.815    | 13        | 47.019    | 14        | 46.654    | 11        | 46.509    | 11        | 3:06.997            | 11                  |